# オクスフォード世界宗教辞典
オクスフォード世界宗教辞典 (Oxford Dictionary of World Religions) はオックスフォード大学出版局が発行する宗教に関する辞典。アルファベット順、見出し8200項目、索引13000項目。13国から80人以上が制作に参加。

## 参考
- John Bowker, editor. Oxford Dictionary of World Religions. Oxford University Press, 1997. ISBN 0-19-213965-7.